# دييغو بارسيلوس
دييغو بارسيلوس (بالبرتغالية: Diego de Lima Barcelos‏) (5 أبريل 1985 ببورتو أليغري في البرازيل - ) هو لاعب كرة قدم برازيلي في مركز الهجوم. شارك مع منتخب البرازيل تحت 20 سنة لكرة القدم. أما مع النوادي، فقد لعب مع أيل ليماسول وغوانغجو إفرغراند تاوباو ونادي إنترناسيونال ونادي سانتوس ونادي سبورت ريسيفه ونادي فيغورينسي وناسيونال ماديرا وPolice United F.C. ‏ وماريليا أتلتيكو ‏ وBrasília Futebol Clube ‏.

## وصلات خارجية
- دييغو بارسيلوس على موقع قاعدة بيانات كرة القدم.إي يو (الإنجليزية)
- دييغو بارسيلوس على موقع Soccerway.com (الإنجليزية)